# Кудря, Даниил Евменьевич
Даниил Евменович Кудря (укр. Данило Євменович Кудря; 28 ноября (9 декабря) 1885 — после 1961) — украинский советский политический, военный, банковский и кооперативный деятель.

## Биография
Родился на хуторе Березовский (Полтавская губерния) в зажиточной крестьянской семье. Окончил Казанское пехотное училище (1906). Участник русско-японской войны 1904—1905 и Первой мировой войны, штабс-капитан (1916), награждён шестью боевыми орденами. Между войнами, уволившись в запас, поступил на агронома в Киевский политехнический институт, подрабатывал репортёром.
В 1908—1918 годах — член Партии социалистов-революционеров. Во время революции 1917 года — председатель эсеровской организации и солдатского комитета 41-го корпуса. На I съезде солдатских делегатов Юго-Западного фронта резко выступил против планов «наступления Керенского». В октябре 1917 года Генеральный секретариат Украинской Центральной Рады назначил Кудрю комиссаром Юго-Западного фронта, в конце 1917 года избран главнокомандующим. В его обязанности входила украинизация полков.
С расколом внутри украинских эсеров в 1918 году примкнул к их левому крылу — партии боротьбистов. Как представитель партии был включён в мае 1919 года в состав советского правительства УССР заместителем наркома продовольствия А. Г. Шлихтера; занимая эту должность до октября 1919 года, выступал против большевистской «продовольственной диктатуры». С августа 1919 — руководитель антиденикинского боротьбистского подполья в Одессе. В году 1920 — один из руководителей Харьковского губернского комитета Украинской коммунистической партии (боротьбистов), затем — член КП(б)У, возглавлял продовольственный отдел Галицкого революционного комитета 1920.
В 1920-30-е годы — на руководящей кооперативной, хозяйственной, финансовой работе; в 1924 году кратковременно исключён из партии как «бывший участник григорьевского мятежа». В 1922 году как член правления Украинбанка в Харькове был одним из первых акционеров украинского-американского издательского общества коммунистического направления «Космос». Осенью 1928 года как управляющий Укрсельбанка — главный участник тайных переговоров с западноукраинской кооперацией во Львове и Варшаве «под крышей» Полномочного представительства СССР в Польше и общим руководством советника полпредства Юрия Коцюбинского.
Был инициатором создания и заместителем председателя правления (фактическим руководителем) формально возглавляемого Панасом Любченко паевого общества «Укррабсельтеатр», целью которого была финансовая поддержка отечественного театрального искусства. Деятельный участник украинизации оперы в УССР 1920-х годов, лично участвовал в переговорах по ангажированию ряда ведущих московских певцов (А. Неждановой, Л. Собинова и др.) для исполнения партий на украинском языке в оперных театрах Харькова, Киева и Одессы.
Арестован 12 декабря 1934 года в должности директора Всеукраинской конторы Банка финансирования социалистического сельского хозяйства СССР по обвинению в принадлежности к руководящему центру «контрреволюционной подпольной боротьбистской организации». Тогда же исключен из ВКП(б). Кудре инкриминировалось, что «как управляющий Всеукраинской конторы Сельскохозяйственного банка, на основе своих националистических убеждений, в период 1932-34 гг. вёл вредительскую деятельность в деле финансирования сельского хозяйства». 28 марта 1935 выездной сессией Военной коллегии Верховного суда СССР в Киеве приговорён к 7 годам лишения свободы.
После подачи апелляции дело Кудри второй раз рассматривалось 7-18 июня 1935 Спецколлегией Верховного суда УССР, которая приговорила его к смертной казни. Президиум ЦИК УССР заменил приговор 10 годами лагерей. Наказание отбывал в отделениях Дальлага НКВД СССР в Хабаровском крае РСФСР. Освобожден только 10 апреля 1947. До 20 мая 1948 работал мастером по переработке овощей в «Торгплодовощи» города Белгород Курской области. Впоследствии заведовал Харабалинским опорным пунктом Всесоюзного НИИ консервной промышленности в селе Харабали Астраханской области (РСФСР).
Во второй раз арестован 12 мая 1950 года Управлением Министерства государственной безопасности СССР по Астраханской области. Согласно постановлению Особого совещания при министре госбезопасности СССР от 19 августа 1950 года, «за принадлежность к эсерам и националистической организации» сослан на поселение в Акмолинской области Казахской ССР.
Военная коллегия Верховного суда СССР от 4 августа 1956 года отменила приговор от 28 березезня 1935 «за отсутствием состава преступления». 30 ноября 1956 года Судебная коллегия по уголовным делам Верховного суда РСФСР отменила постановление по Кудре Особого совещания при МГБ СССР от 19 августа 1950 года.
Впоследствии жил на станции Переделкино под Москвой, переписывался с Юрием Смоличем.